# Abschlämmen
Das Abschlämmen ist ein Verfahren, um ein Gemisch unterschiedlich grober Materialien zu trennen. Das Aufschlämmen  ist dabei der erste Schritt des Verfahrens, wobei das Gemisch in einer geeigneten Flüssigkeit (fast immer Wasser) aufgewirbelt wird und so im weiteren Verlauf das zeitabhängige Absetzen nach dem spezifischen Gewicht möglich wird.
Aus solcher Suspension setzen sich zunächst die gröberen Anteile ab. Die überstehende Trübe kann abgeschieden und zum endgültigen Absitzen der feinen Anteile stehen gelassen werden. Im Besonderen kann dieser Vorgang mehrfach wiederholt werden, um so eine fraktionierte Trennung zu erreichen. 

## Anwendung
Das Abschlämmen dient in der Industrie und  Landwirtschaft zur Trennung von Sanden und Erden. Dabei kann das Wertprodukt je nach Stoffgemisch das Entschlämmte oder das Abgeschlämmte sein:
- Zur Aufbereitung von Erzen werden oft  vor der Flotation die störenden Feinstschlämme durch Abschlämmen entfernt.

- Bei der Kaolinaufbereitung bilden gerade die feinen Kaolinpartikeln als Abgeschlämmtes den Wertstoff. Die minderwertigen, groben Quarz- und Glimmeranteile werden deshalb zuerst abgetrennt.